# Fuldaer Geschichtsblätter
Die Fuldaer Geschichtsblätter ist die Zeitschrift des 1896 gegründeten Fuldaer Geschichtsvereins. 
Sie enthält Artikel zur Geschichte von Fulda und Umgebung. Die Zeitschrift erscheint mit Unterbrechungen seit 1902, zunächst monatlich als Beilage der Fuldaer Zeitung, später unregelmäßig. Nach Publikationspausen von 1915 bis 1919 sowie von 1939 bis 1953 wurde die Veröffentlichung 1954 mit dem 30. Jahrgang ohne Unterbrechung bis zur Gegenwart wiederaufgenommen. Die Hochschul- und Landesbibliothek Fulda ist Depotbibliothek für den Vereinsbestand.
Zitiert wird die Zeitschrift häufig mit FGBl. oder FdGbll.